# (221923) Jayeff
(221923) Jayeff est un astéroïde de la ceinture principale.

## Description
(221923) Jayeff est un astéroïde de la ceinture principale. Il fut découvert le 22 juillet 2009 à Moorook par Norman Falla. Il présente une orbite caractérisée par un demi-grand axe de 2,42 UA, une excentricité de 0,23 et une inclinaison de 3,0° par rapport à l'écliptique.

## Compléments